# Fort Collins (Colorado)
Fort Collins es una ciudad ubicada en el condado de Larimer en el estado estadounidense de Colorado. En el Censo de 2010 tenía una población de 143 986 habitantes y una densidad poblacional de 1001,1 personas por km².

## Historia
Fort Collins fue fundada como un puesto de avanzada militar de la armada de los  Estados Unidos en 1864. Previamente fue un campamento llamado Camp Collins a la orilla del río Cache la Poudre cerca de lo que es hoy conocido como Laporte. Camp Collins fue erigido durante las Guerras Indias a mediados de los 1860s para proteger la ruta de correo de Overland que se acababa de reubicar a través de la región.

## Geografía

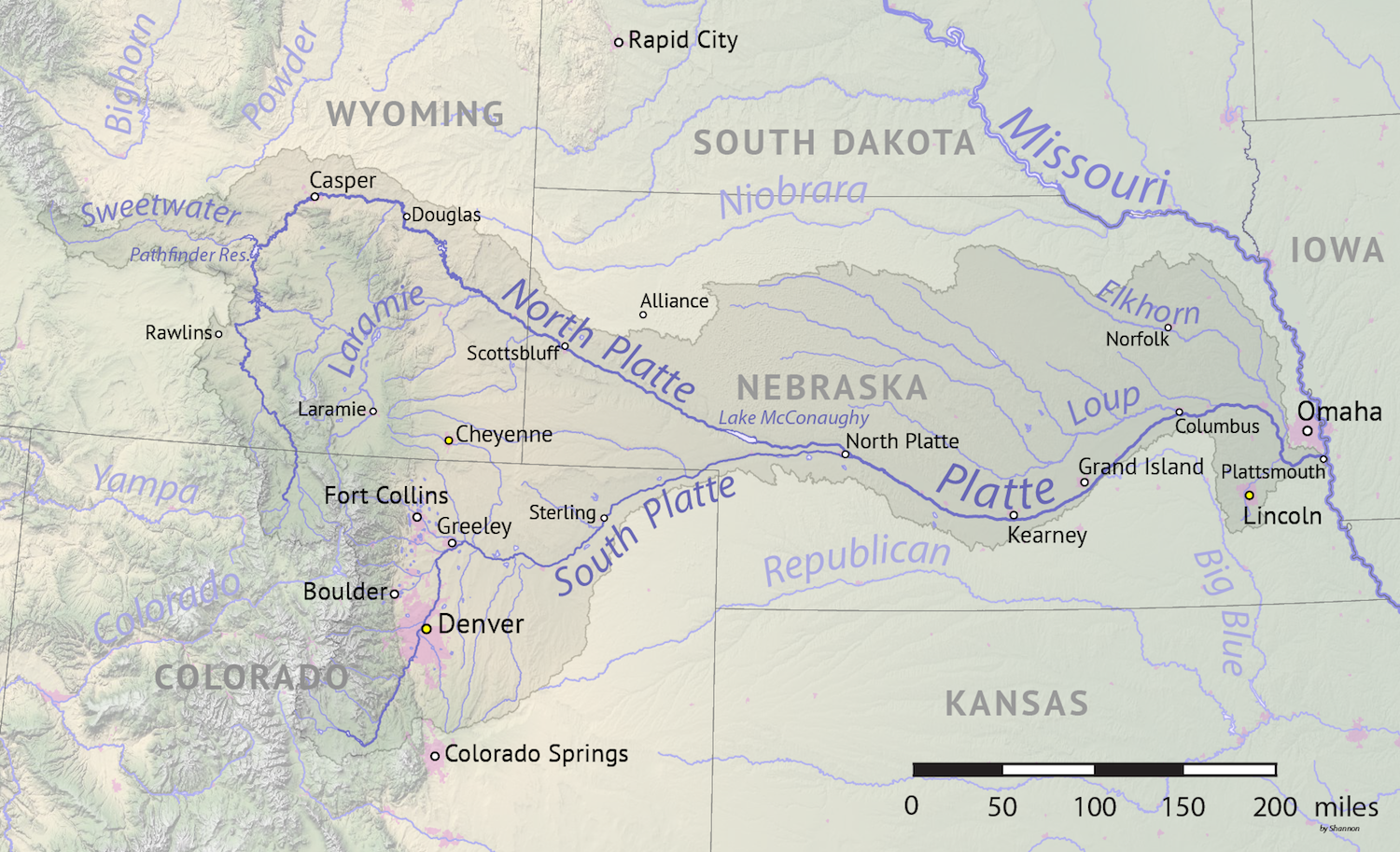
Mapa del río Platte (afluente del Misisipi) en el que aparece —a la izquierda— Fort Collins

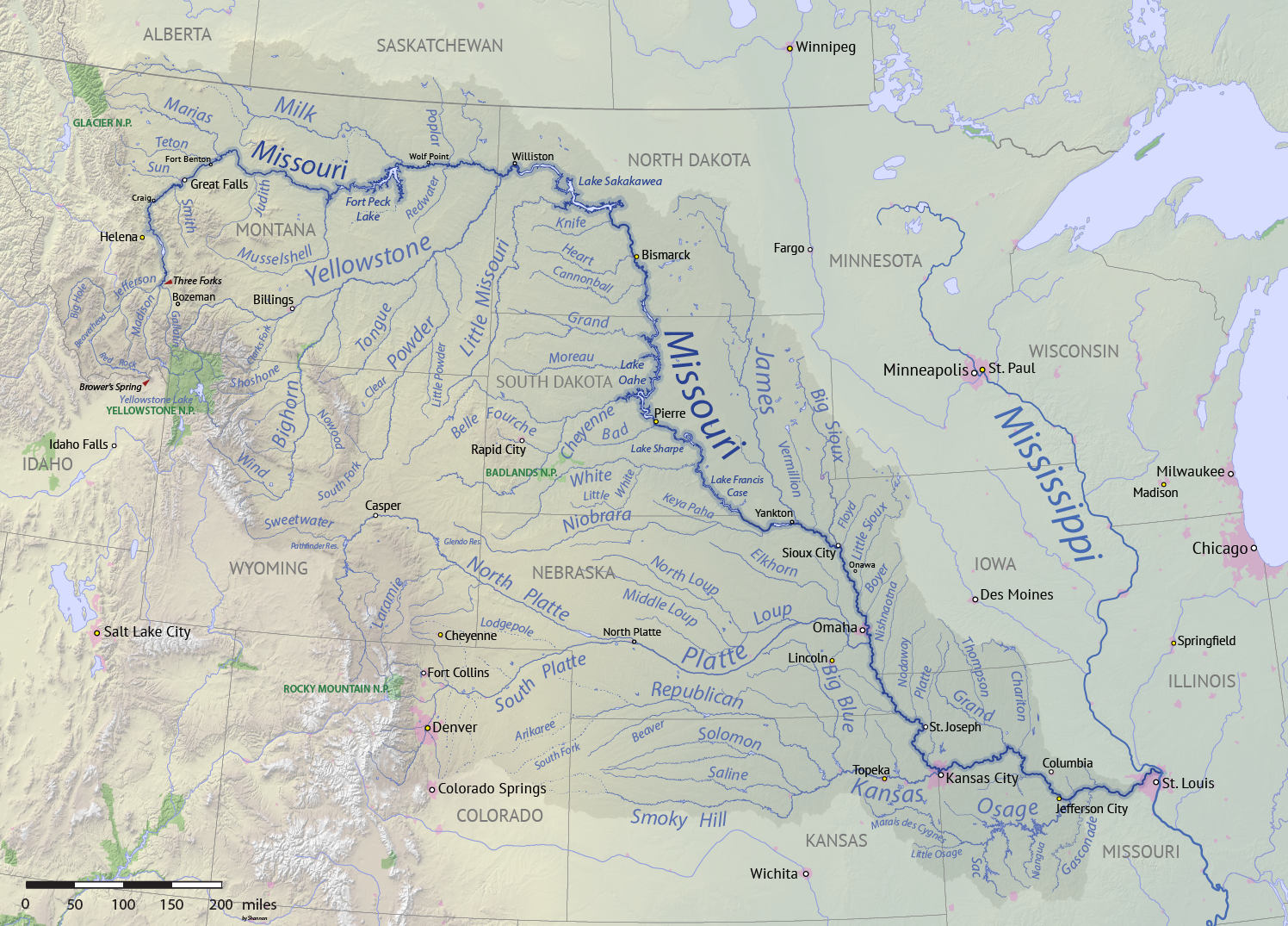
Mapa del río Misuri en el que aparece —abajo a la izquierda— Fort Collins

Fort Collins se encuentra ubicada en las coordenadas 40°32′54″N 105°3′53″O / 40.54833, -105.06472. Según la Oficina del Censo de los Estados Unidos, Fort Collins tiene una superficie total de 143,83 km², de la cual 140,58 km² corresponden a tierra firme y (2,26%) 3,25 km² es agua.

## Demografía
Según el censo de 2010, había 143 986 personas residiendo en Fort Collins. La densidad de población era de 1001,1 hab./km². De los 143 986 habitantes, Fort Collins estaba compuesto por el 89.04% blancos, el 1.21% eran afroamericanos, el 0.65% eran amerindios, el 2.93% eran asiáticos, el 0.09% eran isleños del Pacífico, el 3.01% eran de otras razas y el 3.06% pertenecían a dos o más razas. Del total de la población el 10.12% eran hispanos o latinos de cualquier raza.